# Pleurodema
Pleurodema — рід земноводних родини Leiuperidae ряду Безхвості. має 15 видів. Інша назва «оката жаба».

## Опис
Загальна довжина представників цього роду досягає 2—4,5 см. Голова масивна. Очі з вертикальними зіницями. Тулуб товстий. Передні кінцівки мають 4 пальці, задні — 5. Майже позбавлені перетинок. Забарвлення переважно сірого, коричнюватого, жовтуватого кольору з різними відтінками. На стегнах помітні плями, які насправді є шкірними залозами.

## Спосіб життя
Полюбляють порпатися у багнюці, мулі, часто трапляються у болотах, калюжах, інших стоячих водоймах. Активні у присмерку. Живляться дрібними безхребетними.
Це яйцекладні земноводні.

## Розповсюдження
Мешкають у Південній Америці.

## Види
- Pleurodema alium
- Pleurodema bibroni
- Pleurodema borellii
- Pleurodema brachyops
- Pleurodema bufoninum
- Pleurodema cinereum
- Pleurodema cordobae
- Pleurodema diplolister
- Pleurodema fuscomaculatum
- Pleurodema guayapae
- Pleurodema kriegi
- Pleurodema marmoratum
- Pleurodema nebulosum
- Pleurodema thaul
- Pleurodema tucumanum